# Vanilline
Vanilline is een organische verbinding met als brutoformule C8H8O3. In zuivere toestand is het een wit tot lichtgeel kristallijn poeder met karakteristieke naar vanille ruikende geur, dat slecht oplosbaar is in water. De stof vormt het hoofdbestanddeel van vanille, een smaakstof afkomstig uit de vruchten van de orchideeën uit het plantengeslacht Vanilla.

## Voorkomen in de natuur
In de vanillebonen, de vruchten van de vanille-orchidee (Vanilla planifola), komt ongeveer 1–3% vanilline voor (in de vorm van een glycoside). Daarnaast komt de stof in kleinere hoeveelheden voor in benzoë- en storaxhars, in kruidnagel, olijfolie, boter, aardbeien en lychees.

## Winning
In vanillestokjes, peulen van vanille-orchidee, komt geen vanilline voor, maar wel vanilloside (glucovanilline): vanilline is daarbij als aglycon verbonden met glucose. Pas na een uitgebreid enzymatisch gecontroleerd fermentatieproces, dat enkele maanden in beslag neemt, ontstaat vanilline.
| |                                                                          |
| Structuurformule van glucovanilline, de chemische vorm waarin vanilline voorkomt in de vanille-orchidee | De peulen van de vanille-orchidee, waaruit glucovanilline gewonnen wordt |

## Synthese
Aangezien de natuurlijke productie van vanilline aanzienlijk kleiner is dan de vraag, wordt het meeste vanilline niet uit vanillestokjes gewonnen. Het grootste deel van de wereldproductie aan vanilline wordt uit lignine gehaald dat een bijproduct is van de papierindustrie. Hierbij worden het lignine gesulfoneerd, en onder verhoogde druk en temperatuur met oxidatoren en basische stoffen behandeld.
Minder gebruikt is synthese uit eugenol of guaiacol (2-methoxyfenol):
Vanilline kan ook op biotechnologische wijze geproduceerd worden uit ferulazuur (dat in de natuur in veel planten voorkomt) met behulp van specifieke bacteriën.
Opzuivering van het geproduceerde vanilline gebeurt door middel van (her)kristallisatie.

### Biosynthese
De biosynthese van vanilline start met shikiminezuur (1), dat via enkele stappen wordt omgezet naar een aantal aminozuren: fenylalanine, tyrosine en tryptofaan. Het is fenylalanine (2) dat via diverse stappen wordt omgezet tot vanilline. Met behulp van het enzym fenylalanine-ammoniaklyase wordt het, onder vrijzetting van ammoniak, omgezet naar kaneelzuur (3), dat nadien op de para-positie gehydroxyleerd wordt tot 4-cumaarzuur (4). Vanaf dan bestaat er nog discussie over de syntheseroute die gevolgd wordt. Het zijn twee routes die dezelfde reactiestappen inhouden; het punt van discussie is de volgorde waarin deze reacties optreden.
- Route A: deze route veronderstelt dat een verdere hydroxylering van 4-cumaarzuur tot koffiezuur (5) optreedt, dat gemethyleerd wordt tot ferulazuur (6). De zijketen met de dubbele binding wordt vervolgens oxidatief gesplitst, waardoor het overeenkomstig aldehyde, vanilline (7), ontstaat.
- Route B: deze route veronderstelt dat de dubbele binding eerst gesplitst wordt, met vorming van 4-hydroxybenzaldehyde (8), dat vervolgens hydroxyleerd en gemethyleerd wordt.

De hydroxyleringen worden gekatalyseerd door het enzym polyfenoloxidase.

## Toepassingen
Vanilline wordt gebruikt als smaakstof in onder meer vanillesuiker, vanillearoma en chocolade en als geurstof in de parfumerie. Het FEMA-nummer is 3107.
Daarnaast is vanilline een uitgangsstof voor diverse andere stoffen, bijvoorbeeld syringaldehyde.